# Placopsidella insulana
Placopsidella insulana är en tvåvingeart som beskrevs av Wayne N. Mathis 1986. Placopsidella insulana ingår i släktet Placopsidella och familjen vattenflugor. Inga underarter finns listade i Catalogue of Life.